# Trini Lopez

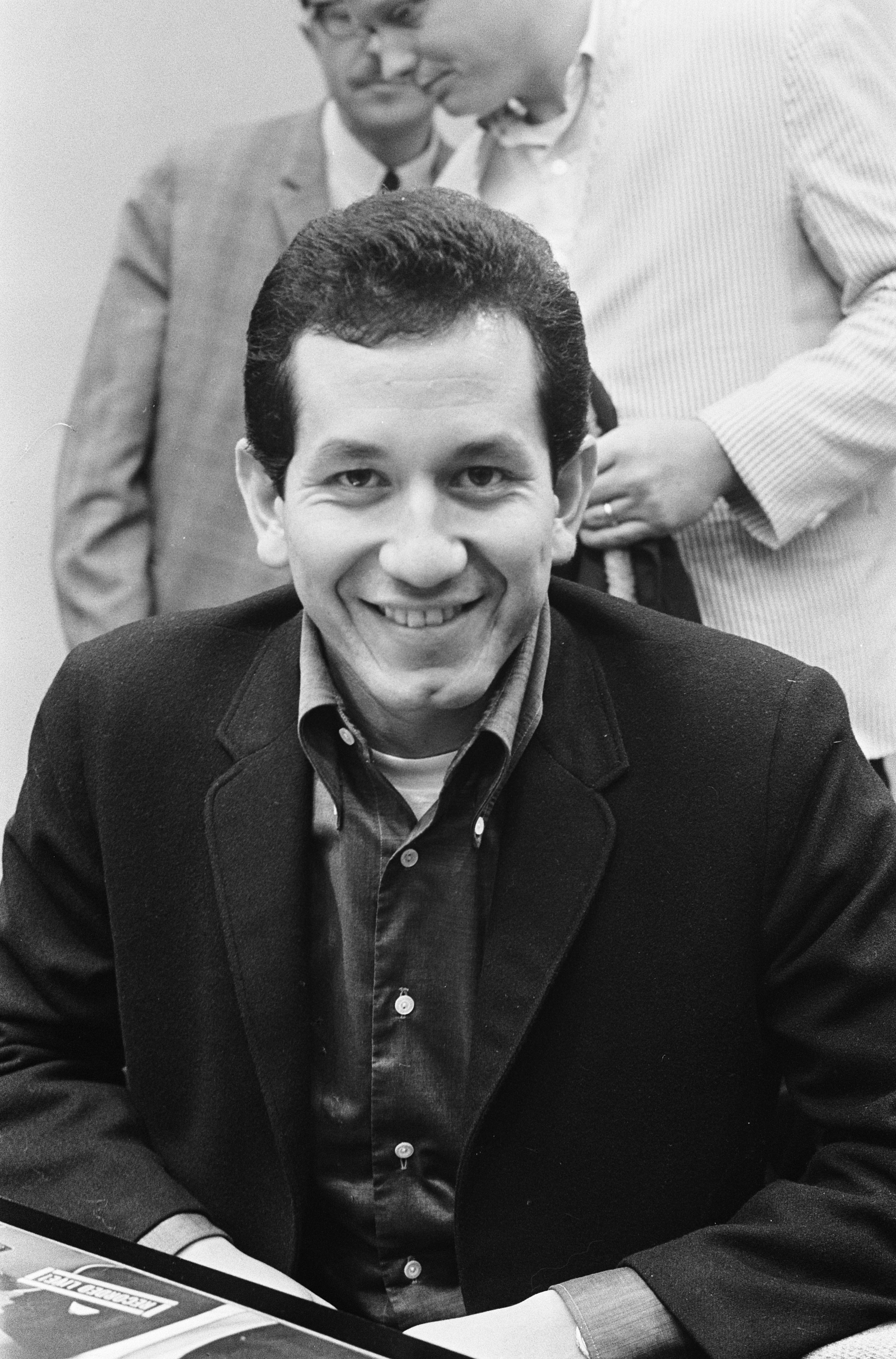
Trini Lopez in 1963.

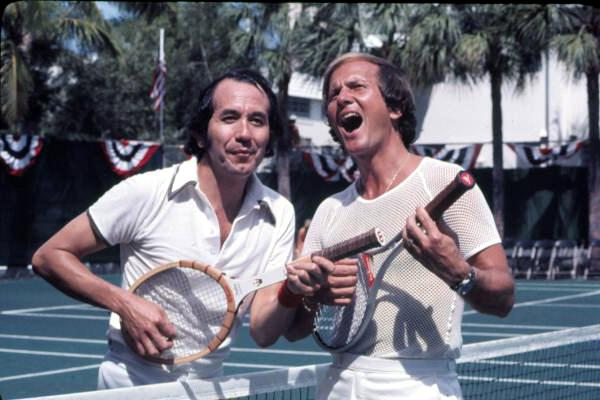
Trini Lopez (l.) en Pat Boone.

Trini Lopez (geboren als Trinidad López III, Dallas (Texas), 15 mei 1937 – Palm Springs (Californië), 11 augustus 2020) was een Amerikaans zanger.
Hij had groot succes in 1963 met het lied If I had a hammer. Het bereikte de eerste plaats in de hitlijsten in vijfentwintig landen, waaronder in de eerste editie van de Tijd voor Teenagers Top 10 van de VARA op 30 november 1963. Het nummer stond op zijn debuutalbum Trini Lopez Live at PJ's, dat verscheen op Reprise Records, het platenlabel van Frank Sinatra. Ook La Bamba van dezelfde lp werd een hit. Latere succesnummers van Lopez waren onder andere This land is your land, Kansas City en Adalita. 
Met minder succes werkte Lopez ook als acteur. Zijn eerste film was Marriage On The Rocks (1965), waarin hij optrad naast Sinatra en Dean Martin. De bekendste film waarin hij speelde was The Dirty Dozen (1967).
Trini Lopez trad tot op hoge leeftijd op. In 2005 nam hij deel aan een benefietconcert voor de slachtoffers van de Tsunami in de Indische Oceaan. In de zomer van 2013 trad hij op in de concertreeks van André Rieu op het Vrijthof in Maastricht.
Lopez overleed op 83-jarige leeftijd aan de gevolgen van een COVID-19-besmetting.

## Discografie
| Single met eventuele hitnotering(en) in de Nederlandse Top 40 | Datum van verschijnen | Datum van binnenkomst | Hoogste positie | Aantal weken | Opmerkingen              |
| ------------------------------------------------------------- | --------------------- | --------------------- | --------------- | ------------ | ------------------------ |
| Tijd voor Teenagers Top 10                                    |                       |                       |                 |              |                          |
| If I had a hammer / A-me-ri-ca                                | 1963                  | 30-11-1963            | 1               | 8            |                          |
| La bamba                                                      | 1963                  | 30-11-1963            | 10              | 1            |                          |
| This land is your land / Cielito Lindo                        | 1963                  | 21-12-1963            | 2               | 13           |                          |
| Kansas City                                                   | 1963                  | 8-2-1964              | 6               | 4            |                          |
| Jailer, bring me water                                        | 1963                  | 16-5-1964             | 10              | 1            |                          |
| Nederlandse Top 40                                            |                       |                       |                 |              |                          |
| Adalita                                                       | 1964                  | 02-01-1965            | 9               | 13           |                          |
| Lemon tree                                                    | 1965                  | 06-02-1965            | 21              | 8            |                          |
| Trini Tunes                                                   | 1981                  | 19-09-1981            | tip2            |              | #22 in de Single Top 100 |

## NPO Radio 2 Top 2000
| Nummers met noteringen in de NPO Radio 2 Top 2000 | '99  | '00 | '01  | '02  | '03  | '04  | '05  | '06  | '07  | '08  |
| ------------------------------------------------- | ---- | --- | ---- | ---- | ---- | ---- | ---- | ---- | ---- | ---- |
| If I Had a Hammer                                 | 1012 | -   | 1795 | 1861 | 1341 | 1614 | 1721 | 1816 | 1815 | 1696 |
| La Bamba                                          | 1699 | -   | -    | -    | -    | -    | -    | -    | -    | -    |

1. ↑  Een '-' betekent dat het nummer niet was genoteerd en een vetgedrukt getal geeft de hoogste notering van een nummer aan.
2. ↑  Deze tabel is bijgewerkt tot en met de laatste editie (2024).

- Biblioteca Nacional de España: XX1004128
- Bibliothèque nationale de France: cb138967873 (data)
- Gemeinsame Normdatei: 134447972
- International Standard Name Identifier: 0000 0000 5513 3354
- Library of Congress Control Number: n85201984
- MusicBrainz: 52086001-fe0e-42ee-884e-49a0881bf8c8
- Nationale Bibliotheek van Tsjechië: pna2012686902
- Nationale Bibliotheek van Israël: 987007455142305171
- Nationale Bibliotheek van Polen: a0000001968193
- Nederlandse Thesaurus van Auteursnamen: 073203068
- SNAC: w67662m7
- Système universitaire de documentation: 197679021
- Virtual International Authority File: 209149294325380521823
- WorldCat: E39PCjwYdfjypfH9tw8W6jKRPP